# Сесіль Фогт-Муньє
Сесіль Фогт (фр. Cécile Vogt-Mugnier; 27 березня 1875, Ансі — 4 травня 1962, Кембридж) — французька невролог і нейрофізіолог. Разом з чоловіком Оскаром Фогтом досліджувала людський мозок. Мати дослідниць Марте і Маргарити Фогт.

## Професійне життя

### Навчання та кар'єра
Сесіль Фогт захистила докторську дисертацію у Парижі в 1900 році, навчаючись у П'єра Марі в лікарні Бікетре. У той час жінки складали лише 6 % тих, хто захищав докторські дисертації, навіть незважаючи на те, що пройшло тридцять років після того, як жінки вперше були залучені до медичних досліджень. Висновки Фогт і її чоловіка про мієліногенез допомогли їй під час дисертаційної роботи над волокнистими системами в корі головного мозку кішок (Étude sur la myelination of hémishères cérébraux) і початком їхніх досліджень в архітектоніці. У Берліні 16 січня 1920 року Фогт отримала ліцензію. Внаслідок наукових досягнень та медичного досвіду їй не потрібно було складати іспити або проходити рік практичної підготовки.
Незважаючи на свої досягнення, власна кар'єра і визнання Фогт залишалися мінімальними. Лише між 1919 і 1937 роками вона займала офіційну, платну посаду дослідника в інституті Кайзера Вільгельма. Посада керівника кафедри відповідала посаді екстраординарного професора. Проте більшу частину свого життя вона працювала без компенсації і жила на доходи свого чоловіка.

### Заснування дослідницького інституту

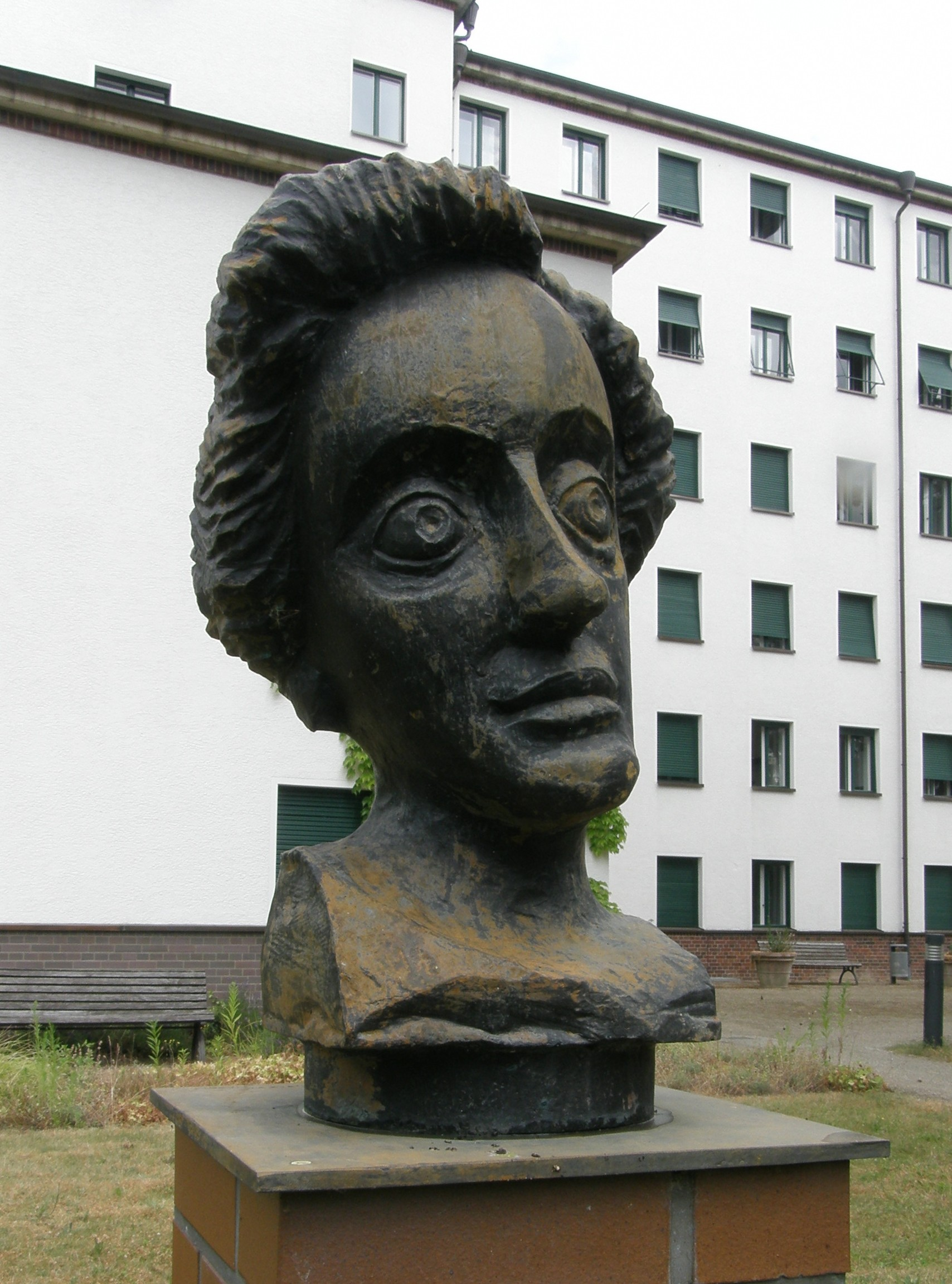
Бронзовий бюст Сесіль Фогт, розташований у біомедичному кампусі Берлін-Бух у колишньому Інституті досліджень мозку

У 1898 році Фогт заснували у Берліні приватний науково-дослідний інститут (Неврологічний центр), який був офіційно пов'язаний з фізіологічним інститутом Харіті як Невробіологічна лабораторія Берлінського університету. Цей інститут послужив підставою для формування в 1914 р. інституту Кайзера з досліджень мозку (Kaiser Wilhelm Institute for Brain Research), директором якого був Оскар. Цей інститут також дав початок Інституту Макса Планка з досліджень мозку в 1945 році.
У 1936 році Фогт супроводжувала свого чоловіка до Південної Німеччини, де вони заснували Інститут досліджень мозку та загальної біології в Нойштадті.
У 1959 році Фогт заснували Інститут досліджень мозку. Увійшов у 1964 році до Дюссельдорфського університету і там залишається одна з найбільших колекцій фрагментів головного мозку в світі.

### Відзнаки та досягнення

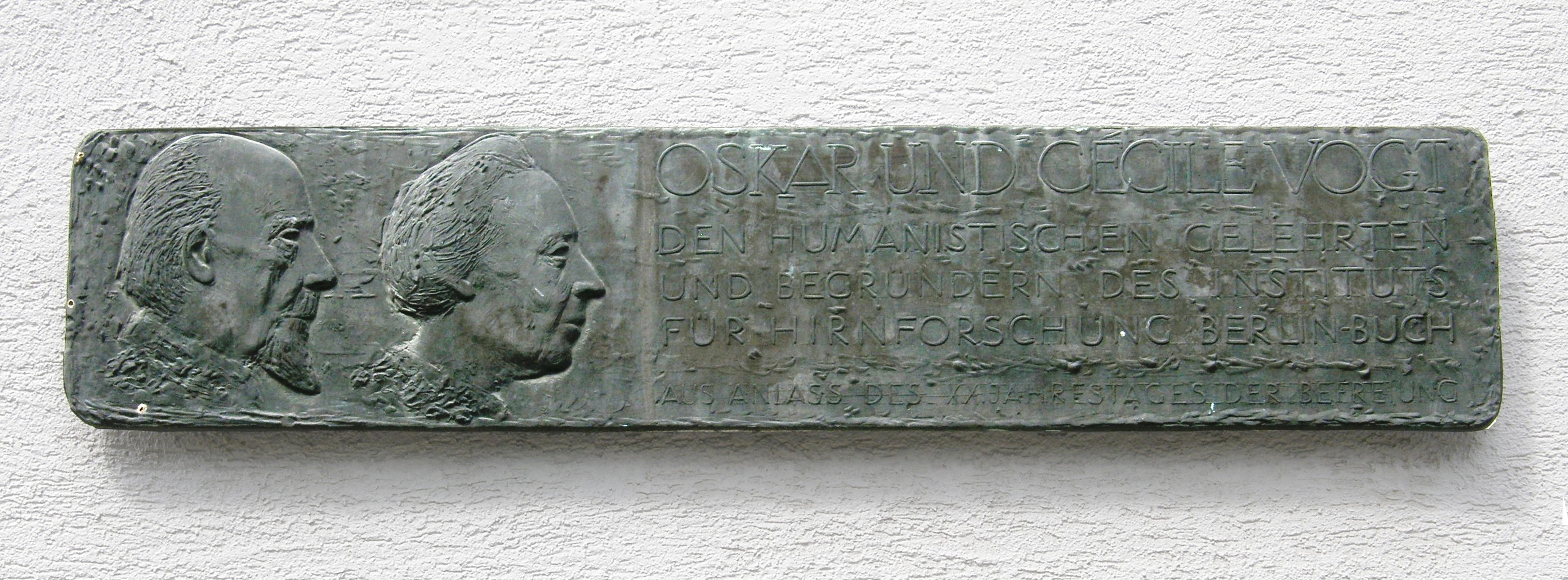
Меморіальна дошка Оскара і Сесіль Фогт на будівлі Інституту досліджень мозку в Берліні-Буч. Меморіальна дошка створена в 1965 році скульптором Акселем Шульцем

У 1924 році Сесіль Фогт разом зі своїм чоловіком стала співредактором журналу «Психологія і неврологія».
У 1932 році Сесіль Фогт отримала найвищу наукову академічну нагороду, коли подружжя Фогт були обрані до Леопольдини в Галле. У 1950 році вона та Оскар були відзначені національною премією Першого класу Німецької Демократичної Республіки. Фогт також отримала почесні звання доктора наук від університетів Фрайбурга, Єни та Берлінського університету.
Пара Фогт пізніше отримала публічну увагу через роман «Мозок Леніна» Тільмана Шпенглера (1991), коли Оскар Фогт отримав почесне завдання розслідування мозку Леніна після його смерті.

## Особисте життя

### Раннє життя
Сесіль Фогт народилась 27 березня 1875 року у Ансі (Франція). Заможна і побожна тітка платила за її освіту в монастирській школі, але Сесіль повернулася жити до матері, продовжуючи навчання. Вона готувалася до отримання бакалаврських іспитів з приватними викладачами і отримала ступінь бакалавра в галузі природничих наук. У вісімнадцятирічному віці вона стала однією з небагатьох жінок, які вступили до медичної школи в Парижі.

### Сім'я
У 1899 році Сесіль вийшла заміж за Оскара Фогта. Пара Фогт співпрацювала над своїми дослідженнями шістдесят років, як правило, Сесіль була як основний автор. У Фогт народилось двоє дітей — Марте і Маргарита. Обидві стали визнаними вченими.
- Марте Фогт (1903—2003) — нейрофармаколог, яка стала членом Королівського товариства і професором у Кембриджі.
- Маргарита Фогт (1913—2007) почала розвиватися як генетик, що досліджувала дрозофілів. Емігрувала до США в 1950 році, де продовжила кар'єру вченої.

## Пізнє життя
Пізніше у своїй кар'єрі Фогт звернула увагу на генетику, експериментуючи з комахами, які вони збирали під час відпусток на Кавказі, Балканах, у Північній Африці та Балеарських островах. Їхня молодша дочка Маргарита проводила це дослідження протягом десяти років, перш ніж виїхати до Каліфорнії.
Вони продовжували свою роботу до тих пір, поки Оскар Фогт не помер у 1959 році, а після смерті чоловіка Фогт переїхала до Кембриджа (Англія), щоб бути зі своєю старшою донькою Марте. Сесіль померла там у 1962 році.